# Stidia
Stidia (également appelée Aïn Stidia, Georges Clemenceau pendant la colonisation française) est une commune côtière de la wilaya de Mostaganem en Algérie.

## Géographie
Village situé à 62 km d’Oran et à 14 km de Mostaganem.
Le méridien de Greenwich passe exactement par Stidia qui est à 0° 00' 00" de longitude.

### Hydrographie et les eaux souterraines
La Stidia est une station balnéaire. Aïn Nouïssy ("source merveilleuse" ou "source miraculeuse") créée en 1848, viendrait du nom arabe « Aïn Sdidia » : source ferrugineuse, de couleur rouille. Elle doit son nom à la source éponyme qui jaillit sur les pentes de la Chegga.

## Routes
La commune de Stidia est desservie par plusieurs routes nationales :
- Route nationale 11: RN11 (Route d'Oran).

## Histoire
Son nom pourrait provenir de la localité andalouse Écija, abandonnée au XVe siècle par les Maures.
La ville fut peuplée dès 1846, année de la colonisation de ce village par des colons d'origine allemande qui auraient dû à l'origine émigrer vers l'Amérique mais furent amenés en Algérie à la suite de leur abandon à Dunkerque par des transporteurs malhonnêtes.
Un certain nombre de familles créèrent dans la même région le village de Sainte-Léonie. Dans ces deux villages, on continua de parler la langue allemande pendant plusieurs dizaines d'années et ce n'est que le début de la guerre de 1914-1918 qui permit d'affirmer la nationalité française de leurs habitants (engagements volontaires très nombreux).
L'architecture locale a encore un cachet caractéristique de l'origine des fondateurs de la ville, bien que soumise a des dégradations.
Plus tard, à l'initiative de Prospert Darius, maire de la ville (1907-1919 puis 1925-1935), on donna à La Stidia le nom de Georges Clemenceau.

## Démographie
En 1866, la commune comptait 486 habitants, 1 301 en 1958 et 11 500 en 2002. Selon le recensement général de la population et de l'habitat de 2008, la population de la commune de Stidia est évaluée à 11 965 habitants contre 10 688 en 1998.

### Lieux et patrimoine
- La Stidia-Georges-Clemenceau: Église (à 2 époques)[8], détruite et remplacé par une mosquée[9].
- Mosquée.
- Monument aux morts[10],[11].

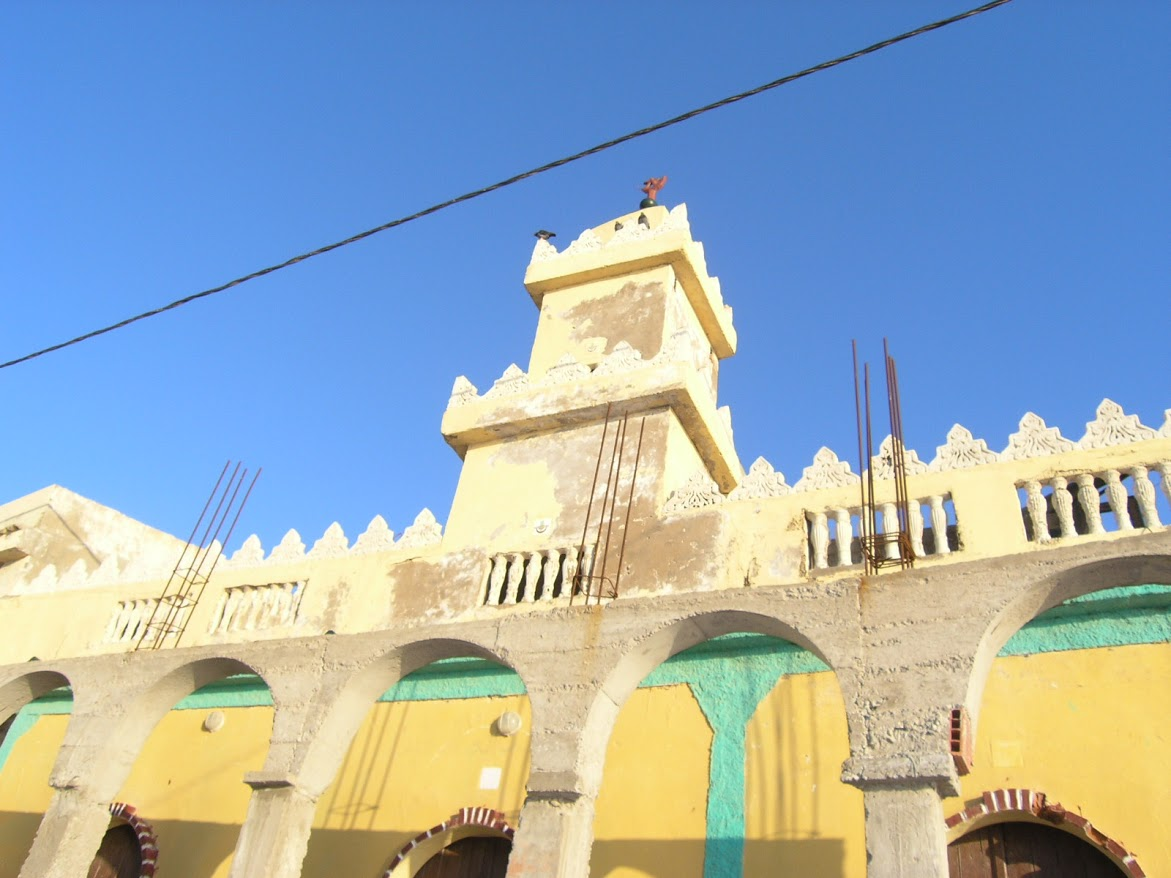
Mosquée
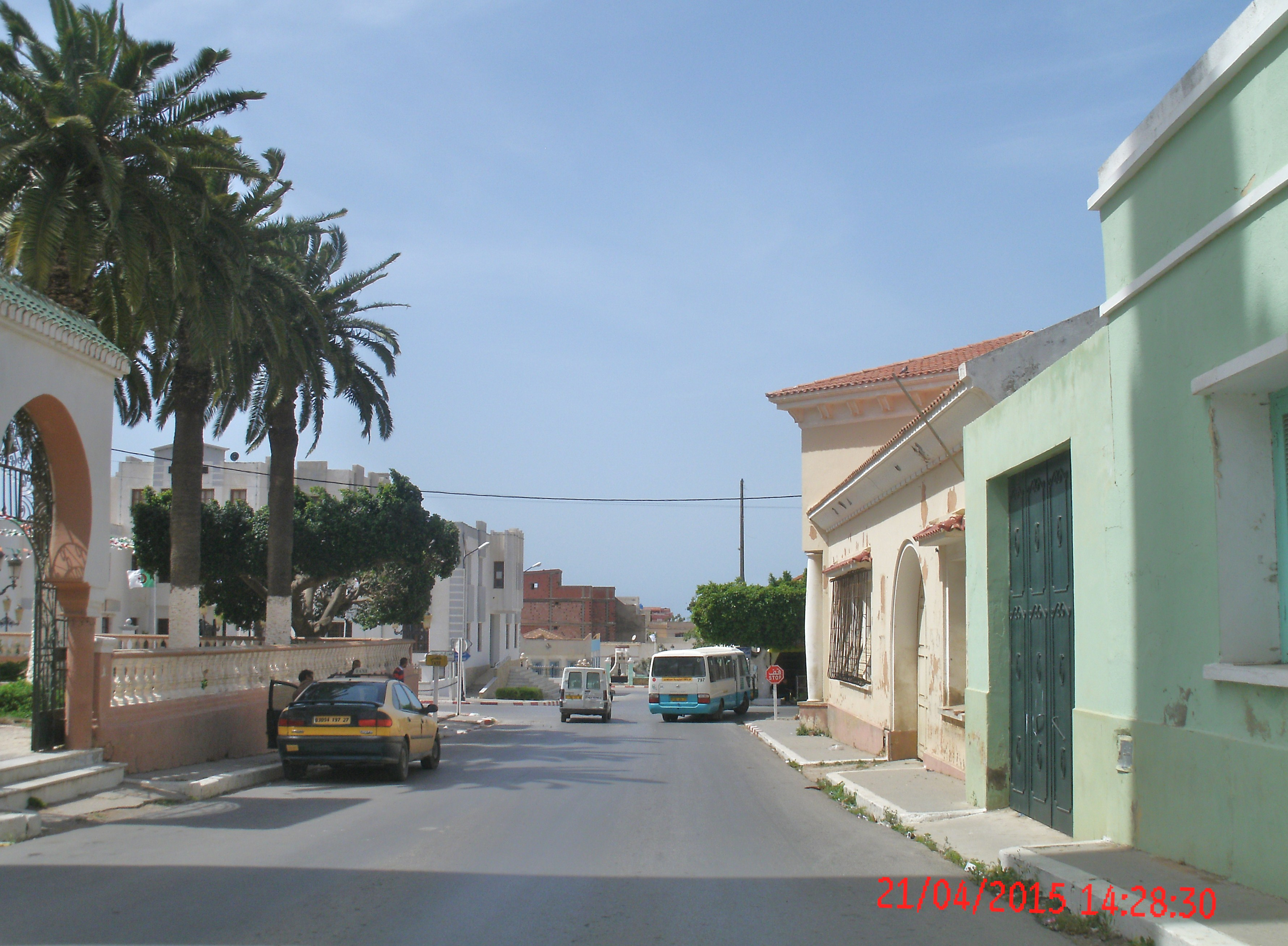
Rue du centre de Stidia
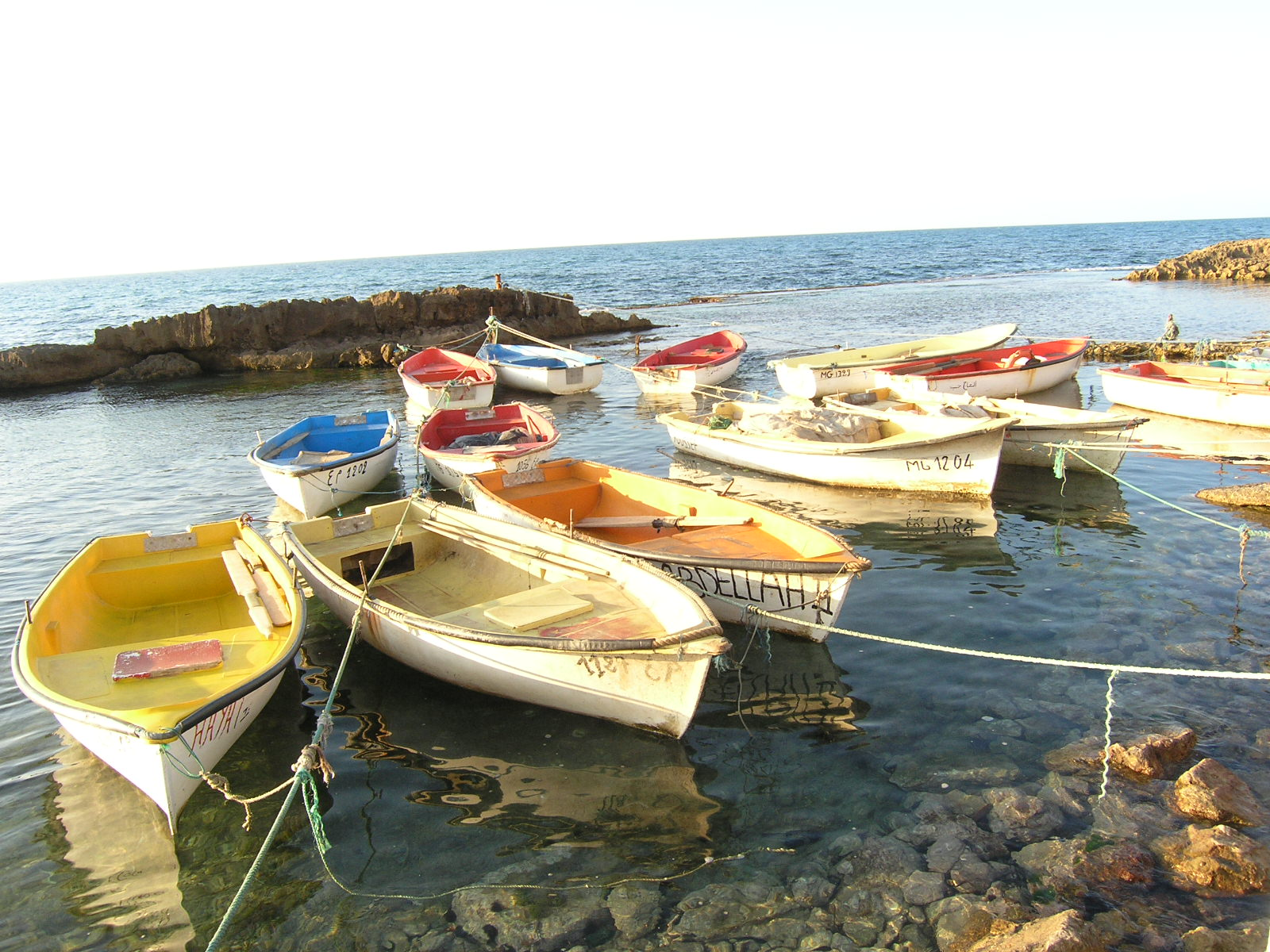
Pêcherie
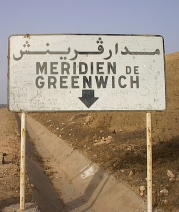
Le panneau symbolisant le méridien de Greenwich
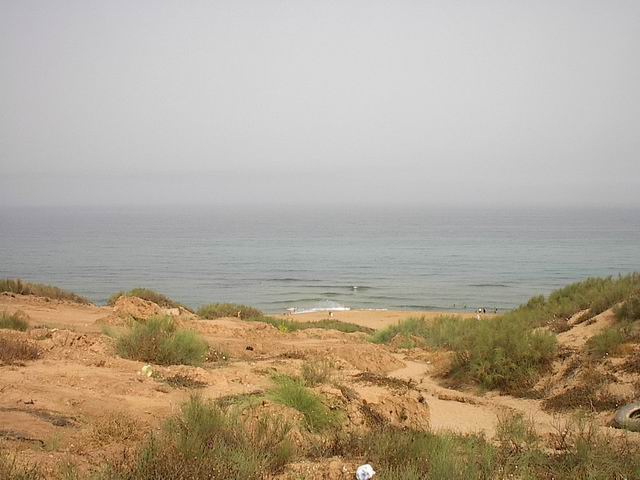
Plage
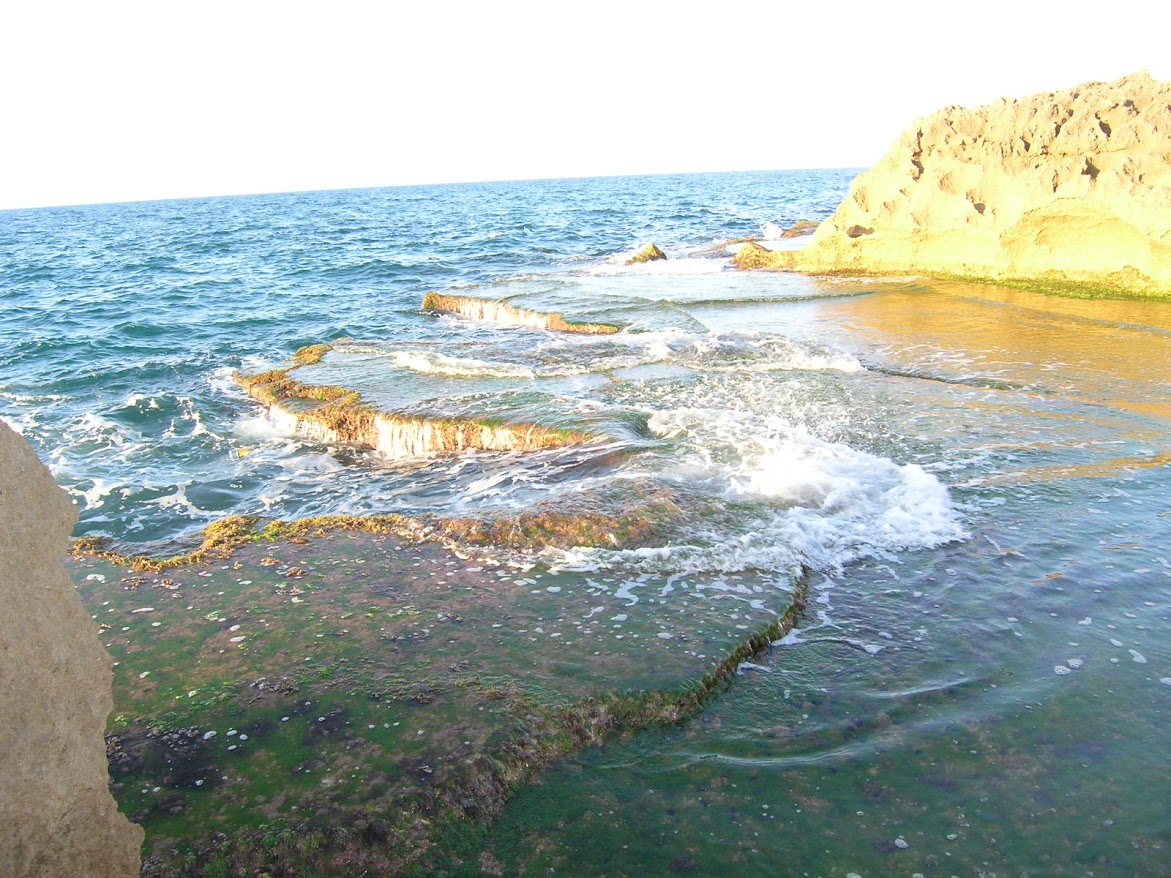
Crique à Stidia